# 孔瑞云
孔瑞云（1917年—1992年12月30日），男，福建上杭县旧县乡石圳潭村人，中华人民共和国军事人物，中国人民解放军少将，曾任新疆生产建设兵团副司令员。
1930年加入反帝大同盟。1931年加入共产主义青年团。1932年加入中国工农红军，1932年2月转为中国共产党党员。1964年晋升少将军衔。